# Экспозиция (музыка)
Экспози́ция в музыкальной форме — раздел начального представления тематического материала музыкального произведения или его части. Термин, обычно, подразумевает использование материала, который будет далее разрабатываться или варьироваться.

## Экспозиция в сонатной форме
Этот термин наиболее широко используется, в музыкальном анализе, для обозначения части музыкальной формы, как, например, в классической сонатной форме. Экспозиция обычно начинается в основной тональности, а затем модулирует в тональность доминанты.
Экспозиция в классической сонатной форме — включает в себя главную и побочную партии, между которыми находится связующая, а завершает экспозицию заключительная партия. Экспозиция в концерте может встречаться два раза, сначала только в оркестре, в качестве основы конфликта и развития, а затем в оркестре с партией инструментального соло.
Можно найти и много примеров классической сонатной формы с буквальным повтором экспозиции.

## Экспозиция в фуге
Экспозиция в фуге — первая часть, в которой тема или темы проводятся во всех голосах поочерёдно. Между проведениями тем могут находиться элементы связующего характера, а в конце части — заключительного характера (см. интермедия).